# Папазоглу
Папазоглу (и Папазови) е български чорбаджийски род от гр. Казанлък.
Родът е произлязъл от преселени от Копривщица крупни овцевъди - джелепкешани, през първата половина на 18 век. През 1820 г. Дончо Папазоглу създава първата в града фабрика за розово масло „Дончо Папазоглу и синове“.
Търговията се разраства и през 1840-те години се поема от синовете му Димитро и Ботьо Папазоглу и тяхната търговска къща „Братя Папазоглу“. Братята изнасят розово масло за цял свят, имат кантори в Лондон, Ню Йорк, Виена и Цариград, където работят с Хр. Тъпчилеща.
Освен с производство и търговия с розово масло се занимават с банкерски услуги, овцевъдство и търговия с колониални стоки. Участват активно в църковните и национални борби и Съединението. Правят значителни дарения за църкви, училища и болници в Казанлък.
След Освобождението Димитро Папазоглу е кмет на Казанлък и депутат в Събранието на Източна Румелия от Народната партия.